# Tactique du salami
Ne doit pas être confondu avec Charcutage électoral.

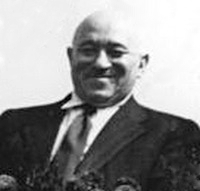
Mátyás Rákosi, inventeur de l'expression « tactique du salami ».

La « tactique du salami » est une expression inventée par l'homme politique hongrois Mátyás Rákosi, chef du Parti communiste hongrois, pour décrire l'élimination progressive des pouvoirs extérieurs au communisme (Église, autres partis, etc.), « tranche après tranche, jusqu'à ce qu'il ne reste plus rien ». 
Cette stratégie est assurée au lendemain de la Seconde Guerre mondiale au moment du processus de la prise du pouvoir par les communistes, qui aboutit à la formation de la République populaire de Hongrie. Elle a été précédée par la tactique du cheval de Troie.

## Contexte historique
Le Parti communiste hongrois subit un échec aux élections de l'hiver 1945, auxquelles il ne remporte que 17 % des suffrages. Maintenus au sein du gouvernement de coalition sous la pression des Soviétiques, les communistes procèdent méthodiquement pour prendre le contrôle du pays malgré leur peu de poids politique réel. 
Au sein de la Deuxième République le Parti communiste prend progressivement le pouvoir, pratique l'entrisme et provoque des scissions. Plusieurs ministres sous pavillon des partis dits « bourgeois » sont en réalité des membres clandestins du Parti communiste. Les scissions provoquées au sein des autres partis permettent aux communistes d'affronter des adversaires morcelés aux élections de 1947 et d'améliorer leur score, en obtenant 22 % des suffrages sous sa bannière, devenant le premier Parti en nombre de voix bien que la progression n'ait été que de 5 points.
La police secrète, l'Autorité de protection de l'État (AVH), dirigée par le ministre de l'intérieur László Rajk, décapite progressivement les partis rivaux, arrêtant les personnalités de l'ancien régime monarchique comme István Bethlen.
- Un dossier judiciaire est monté de toutes pièces pour pousser à la démission le Premier ministre Ferenc Nagy.
- Le Parti civique indépendant des petits propriétaires et des travailleurs agraires, puis le Parti social-démocrate de Hongrie, sont amenés le 12 juin 1948 à fusionner avec le Parti communiste hongrois, qui devient le Parti hongrois des travailleurs, dirigé par Mátyás Rákosi, la fusion aboutissant à une absorption de fait.
- En août 1948, le président de la République Zoltán Tildy démissionne, remplacé à la présidence de la République par le communiste Árpád Szakasits.
- Aux élections de 1949, le Parti des travailleurs forme avec les autres partis dont l'existence demeure tolérée une coalition désignée du nom de Front populaire indépendant hongrois, qui se présente comme liste unique et obtient 95,6 % des suffrages.

Le 18 août 1949, l'Assemblée adopte une nouvelle constitution. Le 20 août, la République populaire de Hongrie est proclamée.